# نشانه کوسمال
نشانه کوسمال (انگلیسی: Kussmaul's sign) به افزایشِ فشار ورید ژوگولار در جریان دَم یا عدمِ افتِ کافیِ فشارِ این ورید حینِ دَم گفته می‌شود.
این نشانه در برخی بیماری‌های تنفسی و قلب دیده می‌شود و نشان‌دهندهٔ محدود شدنِ پُر شدگی بطن راست، به‌دلیل نارسایی قلب راست است.
این نشانهٔ پزشکی نامش را از آدولف کوسمال پزشک و جراح شهیر آلمانی می‌گیرد که نخستین بار آن را توصیف کرد.